# Latrobe Council
Latrobe Council is een Local Government Area (LGA) in Australië in de staat Tasmanië. Latrobe Council telt 9.071 inwoners. De hoofdplaats is Latrobe.